# كارول كوني
كارول كوني (بالإنجليزية: Carroll Cooney)‏ هو لاعب كرة قدم أمريكية أمريكي، ولد في 1 أبريل 1887، وتوفي في 15 أغسطس 1947.